# Конер, Сьюзан
Сьюзан Конер (англ. Susan Kohner, род. 11 ноября 1936) — американская актриса, обладательница двух премий «Золотой глобус», а также номинантка на «Оскар» в 1960 году.

## Биография
Сюзанна Конер (англ. Susanna Kohner) родилась в Лос-Анджелесе 11 ноября 1936 года в семье мексиканской актрисы Лупиты Товар и кинопродюсера Пола Конера (1902—1988), еврейского эмигранта из Австро-Венгрии. Племянница сценариста Фредерика Конера. На её желание стать актрисой повлияла мать, и в 1955 году Конер дебютировала на большом экране в роли Марии в фильме «В ад и назад». После ещё пары киноролей она привлекла к себе внимание многих кинопродюсеров и в 1959 году её пригласили на роль Сары Джейн в фильме «Имитация жизни». Эта роль принесла актрисе номинацию на «Оскар», а также премию «Золотой глобус» за лучшую женскую роль второго плана.
Последний раз в кино она появилась в 1962 году в роли Марты Фрейд в фильме «Фрейд: Тайная страсть». Спустя два года она вышла замуж за американского писателя Джона Вайца (из семьи еврейских беженцев из Германии) и прекратила сниматься, посвятив себя семье и детям. Их брак продлился до смерти Джона в 2002 году. Сыновья Сьюзан Крис и Пол Вайц стали режиссёрами, снявшими знаменитую молодёжную комедию «Американский пирог» и ряд других успешных картин.

## Фильмография
| Год  |   | Русское название          | Оригинальное название        | Роль             |
| ---- | - | ------------------------- | ---------------------------- | ---------------- |
| 1955 | ф | В ад и назад              | To Hell and Back             | Мария            |
| 1956 | ф | Последний фургон          | The Last Wagon               | Джоли Норманд    |
| 1957 | ф |                           | Trooper Hook                 | Консуэла         |
| 1957 | ф | Дино                      | Dino                         | Ширли            |
| 1959 | ф | Великий рыбак             | The Big Fisherman            | Фара             |
| 1959 | ф |                           | The Gene Krupa Story         | Этель Магуир     |
| 1959 | ф | Имитация жизни            | Imitation of Life            | Сара Джейн       |
| 1960 | ф | Прекрасные юные каннибалы | All the Fine Young Cannibals | Кэтрин МакДауэлл |
| 1961 | ф | Охваченные любовью        | By Love Possessed            | Хелен Дэтуилер   |
| 1962 | ф | Фрейд: Тайная страсть     | Freud: The Secret Passion    | Марта Фрейд      |

## Награды
- Золотой глобус

1959 — «Самая многообещающая начинающая актриса»
1960 — «Лучшая женская роль второго плана» («Имитация жизни»)